# 川上氏忍冬
川上氏忍冬（學名：Lonicera kawakamii），又名玉山忍冬、川上氏金銀花，忍冬科忍冬屬植物，為台灣原生特有植物。分布於台灣本島，生長於海拔3000公尺至3900公尺高海拔山區，在2017年的台灣維管束植物紅⽪書名錄中列為易危。

## 形態
植株約為1至2公尺的落葉小灌木；葉為對生紙質，單葉；葉柄長約0.1至0.2公分；葉片長約0.6至1.2公分、寬約0.3至0.5公分的倒卵形，葉前端圓、葉基漸尖，邊緣略為捲曲，葉片幼時柔毛，成熟葉面光滑，葉面下方為直柔毛；側脈上方凹陷下方突起；花為腋生下垂狀，成對生長，細梗長約0.5至1.4公分；苞片4枚為十字對生，2枚外圈披針形橢圓狀，2枚內圈則短小；杯狀花萼具有三角狀至卵形5裂片，花朵下部子房癒合；花冠為前端5裂筒狀，開花初時為白色後至淡黃；5枚雄蕊著生在花冠筒的喉部；花柱被毛延長突出花冠；花期為5至8月，6至7月最為盛開；果實初為綠色由兩個子房相連發育，成熟為球形漿果，表面光滑，轉暗紫紅色，直徑約0.25至0.4公分；花萼宿存於果實前端，種子約為0.2公分扁平狀；果期為8至9月。

## 發現與學名變更
1906年10月，川上瀧彌與森丑之助於玉山約海拔3750公尺處採集到一種葉對生的灌木，是最早的採集記錄，採集編號為2257。
1911年，早田文藏於《東京帝國大學理科大學紀要》發表為新種類，學名定為Coprosma kawakami Hayata，並使用川上的姓氏字根”kawakamii “作為種小名。
1931年，正宗嚴敬研究日本南部植物時，發現早田氏發表的新種並非茜草科植物，應該屬於忍冬科忍冬屬植物，於是將該種植物轉移到忍冬屬，學名變更為Lonicera kawakamii (Hayata) Masamune，該種植物不再稱為「川上氏臭葉木」，改名為川上氏忍冬。

## 分布與棲地
棲地為高海拔山區，分布於中央山脈約海拔3000公尺至3900公尺。

## 人工育種
目前尚無人工育種，於2017 年的臺灣維管束植物紅⽪書名錄中列為易危。

## 腳註
1. ↑  臺灣植物紅⽪書編輯委員會 (编). . 南投: ⾏政院農業委員會特有⽣物研究保育中⼼. 2017年12月: 第66頁. ISBN 978-986-05-5021-4.
2. 1 2  臺灣植物紅⽪書編輯委員會.  (PDF). ⾏政院農業委員會特有⽣物研究保育中⼼、⾏政院農業委員會林務局、臺灣植物分類學會. 2017: 31,66  [2023-03-29]. ISBN 978-986-05-5021-4. （原始内容存档 (PDF)于2022-10-09）.
3. 1 2  廖俊奎. . 島民集合. 2020-10-18  [2023-03-29]. （原始内容存档于2023-03-29） （中文（臺灣））.
4. 1 2  吳永華. . 台灣: 晨星. 2006. ISBN 9789861770000.